# Ahmet Oran

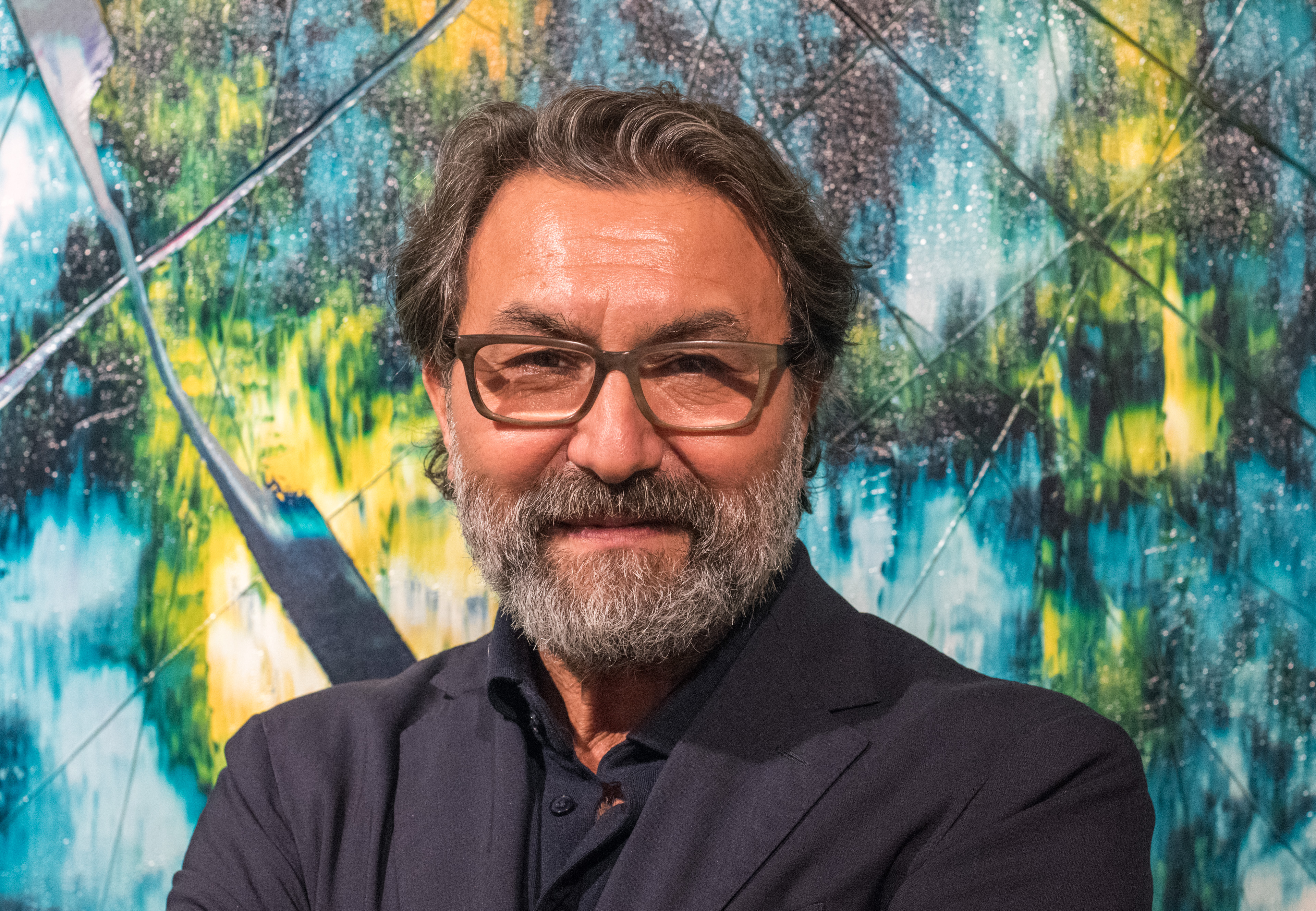
Ahmet Oran (2018)

Ahmet Oran (* 1957 in Çanakkale) ist ein türkisch-österreichischer Maler.

## Leben
Ahmet Oran studierte Malerei in Wien und Istanbul. Von 1977 bis 1987 war er in der Klasse von Adnan Çoker an der Istanbuler Akademie der Schönen Künste. Zugleich studierte er zwischen 1980 und 1985 Malerei, Glasmalerei und Grafik bei Carl Unger an der Hochschule für angewandte Kunst in Wien. Von 1985 bis 1987 vervollständigte er seine Studien in der Klasse von Adolf Frohner.
Oran lebt und arbeitet in Istanbul und Wien.

## Einzelausstellungen (Auswahl)
- 1987 Galerie Weihergut, Salzburg
- 1995 Kunstforum Klagenfurt, Klagenfurt
- 1995 Galerie Feichtner & Mizrahi, Wien
- 1997 Galerie Figl, Linz
- 1999 Neue Galerie der Stadt Linz
- 1999 Milli Reasürans Sanat Galerisi, İstanbul
- 2004 Mozaik, İstanbul
- 2005 MAC Art Galeri, İstanbul
- 2008 Lukas Feichtner Galerie, Wien
- 2010 Rampa, İstanbul
- 2017 Strukturen, STRABAG Kunstform, Wien
- 2018 Galerie Pehböck, Perg.[2]

## Gruppenausstellungen (Auswahl)
- 1989 Galerie Ariadne, Wien
- 1996 Kunst aus Österreich 1886–1996, Bundeskunsthalle Bonn
- 1997 Meisterwerke Europäischer Kunst 1947–1997, Neue Galerie der Stadt Linz
- 1999 Borusan Kültür ve Sanat Merkezi, İstanbul
- 2006 Nomaden im Kunstsalon. Begegnungen mit der Moderne von Bayer bis Sol LeWitt, Lentos Kunstmuseum, Linz
- 2007 METU Art Festival, Ankara
- 2010 Istanbul Next Wave, Akademie der Künste, Berlin[2]

## Sammlungen
- İstanbul Modern[3]
- Strabag Artcollection[4]
- Volpinum Kunstsammlung (Wien)

## Auszeichnungen
- 1995 2. Kunstpreis der Bauholding[1]

## Publikationen
- Werkkatalog Ahmet Oran. Neue Galerie der Stadt Linz, 1999. ISBN 978-3-9501158-0-2.
- Werkkatalog Ahmet Oran. Rampa Istanbul, 2010. ISBN 978-605-88185-0-7.
- Ahmet Oran – Malerei und Arbeiten auf Papier. Rampa Istanbul, Birkhäuser Verlag 2014. ISBN 978-3-0356-0330-9.